# Yurung Shan
Der Yurung Shan (auch Yurung Shan I) ist ein Berg der Kunlun-Bergkette an der Grenze der autonomen Gebiete Xinjiang und Tibet.
Der Yurung Shan liegt im westlichen Abschnitt des Kunlun. Der Berg besitzt eine Höhe von 6778 m und befindet sich inmitten einer vergletscherten Region. Der Berg befindet sich 6,85 km ostsüdöstlich vom Chongshe Shan. Der Yurung Shan liegt im Quellgebiet des Yurungkax, ein Zufluss des Tarim. Die Gletscher an seiner Ost- und Nordwestflanke strömen nach Norden und speisen den Fluss. Die Südflanke des Berges wird nach Süden zum abflusslosen See Gozha Co entwässert.

## Yurung Shan II
Zum 1,16 km nordnordöstlich gelegenen 6767 m hohen Nebengipfel Yurung Shan II (⊙) führt vom Hauptgipfel ein Berggrat. Die Schartenhöhe beträgt 367 m.